# 知ってナットク!元気とやま情報チャンネル
『知ってナットク!元気とやま情報チャンネル』（しってナットク げんきとやまじょうほうチャンネル）は、2007年4月22日から2010年3月21日まで富山テレビ（BBT）で放送された富山県（富山県庁）の広報番組。ハイビジョン制作、ステレオ放送。放送時間は毎週日曜日 9:00 - 9:25 （JST）。

## 概要
テレビ局の情報番組制作班という設定で、制作班オフィス（スタジオではなく実際のオフィスでのロケ。富山テレビのそれであるかは不明）で編集長である平山が各リポーターからの取材結果の報告を受けるというスタイルの番組で、富山県にまつわる様々な疑問や県政の情報を分かりやすく伝えていた。リポートによる取材を主体としていた。番組の終盤には富山県からのお知らせを伝えていた。また、不定期にプレゼントコーナーも実施していた。
番組の終了後、原則として月に1回のペースで放送される後継番組『月刊!元気とやま情報チャンネル』が2010年5月1日にスタートした。

## 出演者

### 編集長
- 平山貴人（フリーアナウンサー）

### アシスタント
- 高木奈々

### リポーター
- 伊藤恵祐
- 竹内亜由美
- 五十嵐喜子
- 後藤真弥

## 補足
富山テレビは以前から日曜9時台前半枠で富山県の広報番組を放送しており、フジテレビ日曜朝9時台前半枠のアニメの同時ネットを行っていない。また、1か月に1回は番組の放送を休止し、別の番組を放送していた。